# Kim Min-seok (tafeltennisser)
Kim Min-seok (25 februari 1992) is een voormalig Zuid-Koreaans professioneel tafeltennisser. Hij speelt rechtshandig met de shakehandgreep. Kim is zijn achternaam.

## Belangrijkste resultaten
- Brons in het mannen dubbelspel op de wereldkampioenschappen 2011 met Jeong Young-sik.
- Brons met het team op de wereldkampioenschappen 2012.